# Macrotarrhus
Macrotarrhus är ett släkte av skalbaggar. Macrotarrhus ingår i familjen vivlar.

## Dottertaxa tillMacrotarrhus, i alfabetisk ordning[1]
- Macrotarrhus altaicus
- Macrotarrhus asininus
- Macrotarrhus bartelsi
- Macrotarrhus baskarensis
- Macrotarrhus brevirostris
- Macrotarrhus chamianus
- Macrotarrhus chinensis
- Macrotarrhus conspersus
- Macrotarrhus cuprifer
- Macrotarrhus elongatus
- Macrotarrhus faldermanni
- Macrotarrhus fausti
- Macrotarrhus gebleri
- Macrotarrhus gracilis
- Macrotarrhus hamianus
- Macrotarrhus hirtus
- Macrotarrhus iliensis
- Macrotarrhus inflatus
- Macrotarrhus kolbei
- Macrotarrhus kozlovi
- Macrotarrhus kuschakewitschi
- Macrotarrhus latirostris
- Macrotarrhus mongolicus
- Macrotarrhus motschulskyi
- Macrotarrhus mysticus
- Macrotarrhus notatus
- Macrotarrhus ottomanus
- Macrotarrhus ovalis
- Macrotarrhus perdix
- Macrotarrhus reitterorum
- Macrotarrhus robustus
- Macrotarrhus setosus
- Macrotarrhus similis
- Macrotarrhus validirostris